# Valborg (inslagkrater)
Valborg is een inslagkrater op de planeet Venus. Valborg werd in 1985 genoemd naar Valborg, een Deense meisjesnaam.
De krater heeft een diameter van 20 kilometer en bevindt zich in het quadrangle Snegurochka Planitia (V-1).